# Marguerite Olagnier

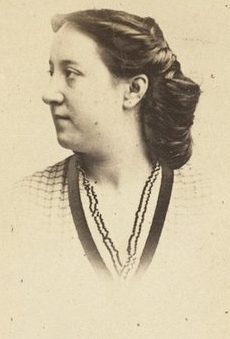
Marguerite Olagnier

Marguerite Olagnier geb. Joly (8. März 1844 – 12. September 1906 in Paris) war eine französische Opernsängerin, Schriftstellerin, Komponistin und Theaterintendantin. Ihr Hauptwerk ist die exotische Oper Le Saïs, die im Dezember 1881 uraufgeführt wurde.

## Leben und Werk
Olagnier sang am Théâtre des Variétés in Paris, heiratete Eugène Olagnier und begleitete ihn nach Ägypten. Vermutlich dort schrieb sie sowohl das Libretto als auch die Musik für ihre Oper Le Saïs. Sie schrieb auch zwei weitere Opern, die jedoch nie zur Aufführung gelangten, und eine Reihe von Liedern. Sie war auch Direktorin des Théâtre de l'Oratorio.

### Le Saïs
Ihr Hauptwerk, die exotische Oper Le Saïs mit dem Untertitel Conte arabe en quatre actes, für die sie sowohl den Text als auch die Musik schrieb, wurde im Dezember 1881 im Pariser Théâtre de la Renaissance uraufgeführt. Das Theater fungierte damals überwiegend als Operettenhaus. Wesentlichen Anteil an der Uraufführung hatte der Tenor Victor Capoul, der die Produktion organisierte, wohl auch Regie führte und die Hauptrolle des Naghib sang. Verschiedene Autorinnen betonen, dass Olagnier in ihrer Oper das weibliche Begehren in den Vordergrund gestellt habe und aus dieser Intention heraus auch mit der Wahl Capouls, der als Frauenfreund bekannt und begehrt war, einen Kontrapunkt zur französischen Operntradition setzen wollte, in der die zentralen Figuren mit begehrens- bzw. beschützenswerten Frauen besetzt waren.
Auszug aus ihrer Habanera aus dem Jahr 1896:
| Originalfassung Charmeresse étrange, Ton parfum d'orange Embràse mes sens De désirs ardents. L'épée était vierge, Longue comme un cierge ... | Übersetzung Fremder Charme, Ihr Geruch von Orangen Entflammt meine Sinne Mit brennendem Begehren Das Schwert ist jungfräulich, lang wie eine Kerze ... |

Olagnier korrespondierte auch mit dem Komponisten Henri Maréchal.